# NowPublic
NowPublic est un site d'actualités dont le contenu est rédigé par ses propres utilisateurs. La société est basée à Vancouver au Canada et a été créée par Michael Tippett, Leonard Brody et Michael E. Meyers en 2005. Elle a été rachetée le 2 septembre 2009 par Clarity Digital Group LLC, détenue par la société d'investissement The Anschutz Company basée à Denver. Les détails financiers de l'accord n'ont pas été publiés.
En plus du contenu rédigé par ses utilisateurs, NowPublic dispose d'un accord avec The Associated Press.
NowPublic.com a été classé dans le top 50 des sites en 2007 par le magazine Time. En 2009, le site a été nommé pour un Emmy Award dans la catégorie "Advanced Technology".

## Financement
Le 30 juillet 2007, le quotidien national canadien The Globe and Mail a annoncé que NowPublic Technologies avait conclu un accord de 10,6 millions de dollars de la part de plusieurs sociétés de capital-risque nord-américaines. Rho Ventures et sa filiale de Montréal, Brightspark et GrowthWorks sont parmi ces investisseurs.

## Site web
Le site web de NowPublic utilise le CMS open source Drupal.